# 薩利姆島

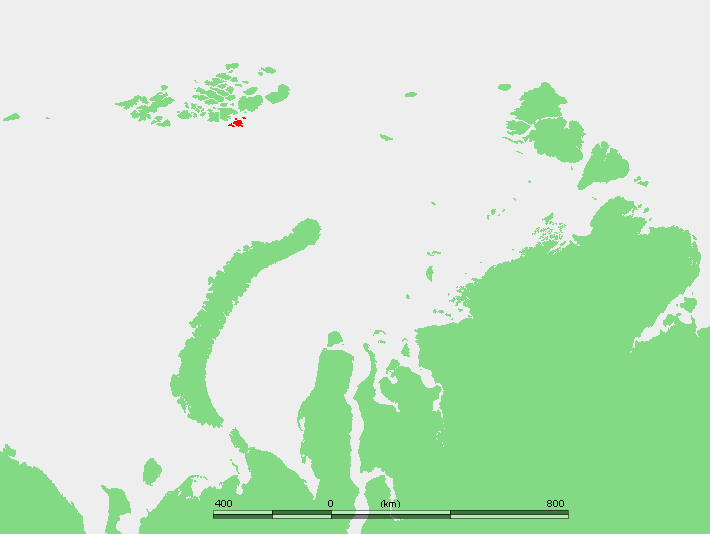

薩利姆島是俄羅斯的島嶼，屬於法蘭士約瑟夫地群島的一部分，由阿爾漢格爾斯克州負責管轄，長17公里，面積278平方公里，最高點海拔高度334米，島上無人居住。
80°04′N 59°16′E / 80.067°N 59.267°E